# You & Me (canción de Disclosure)
«You & Me» es una canción del dúo británico de música electrónica Disclosure. Cuenta con la colaboración de la cantante británica Eliza Doolittle. Se lanzó como descarga digital en el Reino Unido el 28 de abril de 2013. Es el tercer sencillo del álbum de estudio debut del dúo, Settle (2013). Alcanzó los diez primeros en el Reino Unido. La remezcla realizada por Flume contribuyó a difundir esta canción en Francia alcanzando la segunda ubicación en las listas de sencillos, tras su utilización en un comercial de la marca de indumentaria deportiva Lacoste emitido en 2014. En 2018, la banda de marcha alemana Meute también alcanzó una notoriedad significativa por su versión instrumental inspirada en la remezcla de Flume.
En 2024, vuelve a ganar nueva popularidad gracias a otra remezcla, en este caso una versión afro house realizada por el DJ y productor francés Rivo.
En septiembre de 2019, NME incluyó la canción en su lista de "25 himnos esenciales del UK garage".

## Video musical
El video musical de la canción se estrenó en YouTube el 25 de abril de 2013. El video muestra a una joven pareja interpretada por el freerunner y traceur inglés profesional Tim Shieff y Lauren Johns viajando por Europa, incluyendo Croacia, y bailando en un concierto de Disclosure. También se ve un póster en la pared que dice Album coming soon ("Próximamente álbum" anticipando el lanzamiento del álbum debut del dúo). El video también muestra a Tim realizando varios movimientos de parkour, como correr, escalar, saltar y dar saltos. Eliza Doolittle no aparece en el video musical, mientras que Disclosure hace un cameo en el concierto.
La actriz Ellie Giddins y el actor Dylan Michaels, actuaron en el video musical de la remezcla de Flume.

## Lista de canciones
| Descarga digital |                                  |          |  |
| N.º              | Título                           | Duración |  |
| 1.               | «You & Me» (con Eliza Doolittle) | 4:56     |  |

| Descarga digital (Remixes) |                                                     |          |  |
| N.º                        | Título                                              | Duración |  |
| 1.                         | «You & Me» (con Eliza Doolittle) (Baauer remix)     | 4:02     |  |
| 2.                         | «You & Me» (con Eliza Doolittle) (Bicep remix)      | 5:59     |  |
| 3.                         | «You & Me» (con Eliza Doolittle) (Toro y Moi remix) | 4:53     |  |

| Descarga digital (Flume Remix) |                                                |          |  |
| N.º                            | Título                                         | Duración |  |
| 1.                             | «You & Me» (con Eliza Doolittle) (Flume Remix) | 4:42     |  |

| Descarga digital (Rivo Remix) [2023] |                                               |          |  |
| N.º                                  | Título                                        | Duración |  |
| 1.                                   | «You & Me» (con Eliza Doolittle) (Rivo Remix) | 3:28     |  |

## Posicionamiento en listas y certificaciones
| Lista (2013–2024)                                            | Mejor posición |
| ------------------------------------------------------------ | -------------- |
| Alemania (Offizielle Deutsche Charts)                        | 88             |
| Australia (ARIA Singles Chart)                               | 91             |
| Austria (Ö3 Austria Top 40)                                  | 62             |
| Bélgica (Flandes) (Ultratip Bubbling Under)                  | 7              |
| Bélgica (Valonia) (Ultratop 50)                              | 41             |
| Francia (SNEP)                                               | 2              |
| Escocia (Scottish Singles Sales Chart)                       | 27             |
| Eslovaquia (Rádio Top 100)                                   | 82             |
| España (Top 100 Canciones)                                   | 30             |
| Estados Unidos (Hot Dance/Electronic Songs) Versión original | 19             |
| Estados Unidos (Hot Dance/Electronic Songs) Rivo Remix       | 32             |
| Estados Unidos (Dance Digital Song Sales)                    | 38             |
| Grecia (IFPI International)                                  | 11             |
| Irlanda (IRMA)                                               | 66             |
| Países Bajos (Mega Single Top 100)                           | 59             |
| Portugal (AFP)                                               | 46             |
| Reino Unido (UK Singles Chart)                               | 10             |
| Reino Unido (UK Dance Chart)                                 | 6              |
| Suiza (Schweizer Hitparade)                                  | 27             |
| Ucrania (Tophit)                                             | 49             |

| Año  | País           | Lista                   | Posición | Ref.   |
| ---- | -------------- | ----------------------- | -------- | ------ |
| 2013 | Reino Unido    | Official Charts Company | 100      | [ 33 ] |
| 2014 | Estados Unidos | Dance/Electronic Songs  | 54       | [ 34 ] |
| 2014 | Francia        | SNEP                    | 10       | [ 35 ] |
| 2015 | Francia        | SNEP                    | 99       | [ 36 ] |
| 2024 | Estados Unidos | Dance/Electronic Songs  | 87       | [ 37 ] |
| 2024 | Portugal       | AFP                     | 124      | [ 38 ] |
| 2024 | Suiza          | Schweizer Hitparade     | 45       | [ 39 ] |

### Certificaciones
| País          | Organismo certificador | Certificación | Ventas    | Ref.   |
| ------------- | ---------------------- | ------------- | --------- | ------ |
| Alemania      | BVMI                   | 3× Oro        | 450 000   | [ 40 ] |
| Australia     | ARIA                   | 3× Platino    | 210 000   | [ 41 ] |
| Brasil        | Pro-Música Brasil      | Oro           | 30 000    | [ 42 ] |
| Dinamarca     | IFPI (Dinamarca)       | Platino       | 90 000    | [ 43 ] |
| España        | PROMUSICAE             | Platino       | 60 000    | [ 44 ] |
| Francia       | SNEP                   | Oro           | 100 000   | [ 45 ] |
| Italia        | FIMI                   | Platino       | 50 000    | [ 46 ] |
| Nueva Zelanda | RMNZ                   | 4× Platino    | 120 000   | [ 47 ] |
| Reino Unido   | BPI                    | 2× Platino    | 1 200 000 | [ 48 ] |
| Portugal      | AFP                    | 3× Platino    | 30 000    | [ 49 ] |
| Suiza         | IFPI (Suiza)           | 2× Platino    | 60 000    | [ 50 ] |

| País   | Organismo certificador | Certificación | Ventas    | Ref.   |
| ------ | ---------------------- | ------------- | --------- | ------ |
| Grecia | IFPI (Grecia)          | 3× Platino    | 6 400 000 | [ 51 ] |